# Karate-Europameisterschaften der Jugend, Junioren & U21 2022
Die 49. Karate-Europameisterschaften der European Karate Federation für die Jugend, Junioren und U21 wurden vom 17. bis 19. Juni 2022 in Prag (Tschechien) ausgetragen. Insgesamt starteten 1060 Teilnehmer aus 47 Nationen.

## Medaillen Herren

### Jugend (Kadetten)
| Kategorie     | Gold                       | Silber                     | Bronze                                        |
| ------------- | -------------------------- | -------------------------- | --------------------------------------------- |
| Kata          | Joao Vieira                | Juraj Muller               | Muhammed Efe Yurtseven Nicolas Alexandru Modi |
| Kumite -52 kg | Matt Rombeaux              | Joe Gallagher              | Alexandre Neagu-Barzan Guido Squillante       |
| Kumite -57 kg | Christian Gutu             | Luka Pejic                 | Emanuele Califano Aslan Dostuyev              |
| Kumite -63 kg | Tarik Salkic               | Luciano Novo               | Nenad Djuricic Stefan Milunovic               |
| Kumite -70 kg | Marcos Blazquez Garcia-Gil | Robin Mateo Zuninga Späthe | Sven Strahija Dona Kenzy                      |
| Kumite +70 kg | Rahib Azim                 | Alexander Davies           | Adam Tadjer Ilias Psomas                      |

### Junioren
| Kategorie     | Gold                    | Silber                | Bronze                               |
| ------------- | ----------------------- | --------------------- | ------------------------------------ |
| Kata          | Furkan Kaynar           | Damian Miklovics      | Guido Polsinelli Lucas Hoffmann      |
| Kumite -55 kg | Islam Selmani           | Balsa Vojinovic       | Yassin Ghazouani Nikola Toplicanec   |
| Kumite -61 kg | Davyd Yanovskyy         | Celal Hasan Yildirim  | Miguel Piris Ferrer Mathis Chevalier |
| Kumite -68 kg | Zsamoran Shotte Cabello | Guilherme Goncalves   | Ljupche Muhajlov Ricardo Franken     |
| Kumite -76 kg | Suleyman Aydemir        | Aleksandrs Obernihins | James Walker Emre Saljiu             |
| Kumite +76 kg | Vahid Hasanov           | Lazar Potpara         | Mustafa Aydemir Gabriele Rossini     |

### Kata-Team
| Kategorie         | Gold                                                                                             | Silber                                                    | Bronze                                                                                                   |
| ----------------- | ------------------------------------------------------------------------------------------------ | --------------------------------------------------------- | --- |
| Kadetten/Junioren | Spanien Alejandro Galan Lacon Izan Lopez Tomas Ivan Martin Montenegro Alejandro Catalán Carreira | Italien Federico Arnone Guido Polsinelli Cristian Villano | Frankreich Tom Peltier Lucas Hoffmann Liam Gregoire Türkei Gorkem Aslan Ali Efe Akbaba Enes Sad Besbadem |

### U21
| Kategorie     | Gold                | Silber                 | Bronze                           |
| ------------- | ------------------- | ---------------------- | -------------------------------- |
| Kata          | Enes Özdemir        | Alessio Ghinami        | Fabien Tran Raul Romero Martin   |
| Kumite -60 kg | Burak Özdemir       | Pavle Dujakovic        | Carmine Luciano Anass Abdelmalki |
| Kumite -67 kg | Huseyn Mammadli     | Youness Oulad Haj Amar | Jed Thompson Stefan Comanescu    |
| Kumite -75 kg | Theoharis Giannakos | Dino Simunec           | Elies Elguir Daniele De Vivo     |
| Kumite -84 kg | Mahir Dzuho         | Yeghishe Aleksanyan    | Janne Haubold Nemanja Mikulic    |
| Kumite +84 kg | Tomas Kosa          | Crean Sean Mc Carthy   | Ugo Heim Florentin Tanas         |

## Medaillen Damen

### Jugend (Kadetten)
| Kategorie     | Gold                         | Silber                 | Bronze                                   |
| ------------- | ---------------------------- | ---------------------- | ---------------------------------------- |
| Kata          | Julieta Alvarez Fotheringham | Minh Mai Bui           | Roberta Dominici Elif Karaboga           |
| Kumite -47 kg | Zuzanna Dopieralska          | Triada Christina Pappa | Fatima Mammadova Idaira Lopez Mendez     |
| Kumite -54 kg | Buse Kilic                   | Korina Klaric          | Marta Lopez Ontiveros Violetta Makarenko |
| Kumite +54 kg | Dariia Bulai                 | Houda Taklit           | Sara Tomic Mireia Bejarano Villanueva    |

### Juniorinnen
| Kategorie     | Gold                     | Silber            | Bronze                                  |
| ------------- | ------------------------ | ----------------- | --------------------------------------- |
| Kata          | Paola Lozano Garcia      | Chiara Manca      | Rita Siebert Isra Celo                  |
| Kumite -48 kg | Mireia Vizuete           | Lucia Mrazova     | Sidney-Michelle Ott Sena Hatice Kayacan |
| Kumite -53 kg | Nina Kvasnicova          | Natalia Osadchuk  | Ela Petan Sara Lippert                  |
| Kumite -59 kg | Konstantina Chrysopoulou | Emina Sipociv     | Djihane Menacer Rebecca Marshall        |
| Kumite +59 kg | Line Knudsen Zacho       | Nikolina Golombos | Hannah Riedel Robin van Wezel           |

### Kata-Team
| Kategorie            | Gold                                                      | Silber                                           | Bronze |
| -------------------- | --------------------------------------------------------- | ------------------------------------------------ | --- |
| Kadetten/Juniorinnen | Italien Asia Gruppioni Martina Padoan Chiara Tagliafierro | Frankreich Mai Linh Bui Caroline Ngoan Manon Ros | Spanien Julieta Alvarez Fotheringham Naia Bilbao Perez Olatz Gonzalez Arandilla Alba Ruiz Garcia Portugal Maria Cardodo Barbara Ribeiro Lara Teixeira |

### U21
| Kategorie     | Gold                 | Silber               | Bronze                              |
| ------------- | -------------------- | -------------------- | ----------------------------------- |
| Kata          | Sabrina Medero Savoy | Natacha Fernandes    | Nur Keyda Colak Elena Roversi       |
| Kumite -50 kg | Niswa Ahmed          | Ema Sgardelli        | Aleksandra Mihialova Tamara Grcic   |
| Kumite -55 kg | Zsofia Baranyi       | Amiee Pollard        | Brankica Negovanovic Tylla Levacher |
| Kumite -61 kg | Traine Fuyu Lind     | Aleksandra Ilankovic | Reem Khamis Aurora Graziosi         |
| Kumite -68 kg | Elina Sieliemienieva | Lauren Salisbury     | Nesrine Bougrine Klara Muzikarova   |
| Kumite +68 kg | Marta Pascual Chico  | Ivana Perovic        | Greta Mia Zorko Niamh Junner        |

## Medaillenspiegel
Ausrichter 
| Platz | Land                    | Gold | Silber | Bronze | Gesamt |
| ----- | ----------------------- | ---- | ------ | ------ | ------ |
| 1     | Spanien                 | 8    | 0      | 6      | 14     |
| 2     | Türkei                  | 5    | 1      | 6      | 12     |
| 3     | Ukraine                 | 3    | 1      | 1      | 5      |
| 4     | Aserbaidschan           | 3    | 0      | 2      | 5      |
| 5     | Slowakei                | 2    | 3      | 0      | 5      |
|       | Bosnien und Herzegowina | 2    | 3      | 0      | 5      |
| 7     | Griechenland            | 2    | 1      | 1      | 4      |
| 8     | Dänemark                | 2    | 0      | 1      | 3      |
| 9     | Frankreich              | 1    | 3      | 8      | 12     |
| 10    | Portugal                | 1    | 3      | 1      | 5      |
| 11    | Italien                 | 1    | 2      | 9      | 12     |
| 12    | Belgien                 | 1    | 2      | 3      | 6      |
| 13    | Ungarn                  | 1    | 1      | 0      | 2      |
| 14    | Moldau                  | 1    | 0      | 0      | 0      |
|       | Kosovo                  | 1    | 0      | 0      | 0      |
|       | Polen                   | 1    | 0      | 0      | 0      |
| 17    | Kroatien                | 0    | 4      | 4      | 8      |
| 18    | Montenegro              | 0    | 2      | 3      | 5      |
| 19    | Schottland              | 0    | 2      | 1      | 3      |
| 20    | Deutschland             | 0    | 1      | 5      | 6      |
| 21    | Serbien                 | 0    | 1      | 3      | 4      |
|       | England                 | 0    | 1      | 3      | 4      |
| 23    | Lettland                | 0    | 1      | 1      | 2      |
| 24    | Luxemburg               | 0    | 1      | 0      | 1      |
|       | Armenien                | 0    | 1      | 0      | 1      |
|       | Irland                  | 0    | 1      | 0      | 1      |
| 27    | Rumänien                | 0    | 0      | 4      | 4      |
| 28    | Niederlande             | 0    | 0      | 2      | 2      |
| 29    | Slowenien               | 0    | 0      | 1      | 1      |
|       | Tschechien              | 0    | 0      | 1      | 1      |
|       | Nordmazedonien          | 0    | 0      | 1      | 1      |
|       | Österreich              | 0    | 0      | 1      | 1      |
| Total | Total                   | 35   | 35     | 70     | 140    |